# Kaluđerica
Kaluđerica, serb. Калуђерица – podmiejska część Belgradu, stolicy Serbii. Kaluđerica znajduje się pod zarządem gminy Grocka. Mieszka w niej 26 904 mieszkańców (według spisu z 2011 roku).